# 667-й штурмовой авиационный полк
667-й штурмовой авиационный полк, он же до февраля 1944 года 667-й ночной бомбардировочный авиационный полк— воинская часть вооружённых СССР в Великой Отечественной войне.

## История
Сформирован в конце ноября 1941 года на базе Таганрогской авиашколы, эвакуированной в Омск, как ночной бомбардировочный полк, имел на вооружении самолёты Р-5.
В составе действующей армии как 667-й ночной бомбардировочный авиационный полк с 12 января 1942 по 14 июля 1942, как 667-й штурмовой авиационный полк с 15 октября 1942 по 5 февраля 1944 года.
В середине января 1942 года поступил в распоряжение командования 4-й армии, действует в её интересах в районе немецких киришского и грузинского плацдармов на Волхове, городов Любань, Чудово ,  производя ночные бомбардировки, осуществляя связь и разведку, сбрасывая агитационные листовки, снабжая войска армии на собственных плацдармах за Волховом. В июле 1942 года, потеряв все самолёты   выведен на переформирование, к октябрю 1942 года переобучен, вооружён самолётами Ил-2 и переформирован в штурмовой полк.
15 октября 1942 года полк перелетел из-под Москвы в район Андреаполя и приступил к боевой работе. До конца 1942 года действует западнее Ржева, основной задачей полка было прекращение коммуникаций по железнодорожным веткам Смоленск — Вязьма и Мостовая — Ржев. Первый вылет совершил 29 октября 1942, штурмовал станцию Дурово, где скопились эшелоны. С ноября 1942 года действует в основном в районе города Белого, Оленино на подступах к Ржеву, поддерживая 41-ю армию. В декабре 1942 — январе 1943 года полк в основном действовал над Великими Луками и Новосокольниками. В феврале-марте 1943 года наносит удары в ходе Демянской операции, действуя в районах Демянск, Старая Русса.
В начале апреля 1943 года полк в составе корпуса был передислоцирован на южный фас Курской дуги и уже в апреле включился в боевую работу, так 27 апреля 1943 года наносит удар по аэродрому Харьков-Сокольники.
Перед Курской битвой прошёл интенсивную подготовку к ночным полётам, в ночи на 7 и 8 июля 1943 года уничтожает переправы в районе Ячнева Колодезя, наносит удары по скоплениям противника и запасам. Однако полёты ночью были прекращены, как из-за малой пригодности Ил-2, так и из-за того, что требовались массированные штурмовки днём.. Принимает активное участие в Курской битве, в том числе действует над Прохоровкой а затем в последующей Белгородско-Харьковской операции, так 24 июля 1943 года в группе Ил-2 принял участие в штурмовке железнодорожной станции Белгород. 18 августа 1943 года группой в 18 самолётов действует над Харьковом в районе населённых пунктов Ржавец, Бабай, Яковлевка, потерял 6 самолётов и ещё 10 вернулись на базу с повреждениями . Продолжая наступление, действует над Полтавой, Красноградом, затем до января 1944 года над Днепром в районе Кременчуга, Днепропетровска. В январе 1944 года поддерживает советские войска в ходе Кировоградской операции, действует над Новомиргородом, Лелековкой, Кировоградом, продвигаясь к Умани.
За боевые отличия, стойкость и массовый героизм личного состава, проявленные в Курской битве и в сражениях на Правобережной Украине, приказом НКО СССР № 016 от 5 февраля 1944 года. преобразован в 141-й гвардейский штурмовой авиационный полк.

## Подчинение
| Дата            | Фронт (округ)                                              | Армия               | Корпус                           | Дивизия                             | Примечания |
| --------------- | ---------------------------------------------------------- | ------------------- | -------------------------------- | ----------------------------------- | ---------- |
| 01.01.1942 года | Приволжский военный округ                                  | -                   | -                                | -                                   | -          |
| 01.02.1942 года | Волховский фронт                                           | 4-я армия           | -                                | -                                   | -          |
| 01.03.1942 года | Волховский фронт                                           | 4-я армия           | -                                | -                                   | -          |
| 01.04.1942 года | Волховский фронт                                           | 4-я армия           | -                                | -                                   | -          |
| 01.05.1942 года | Ленинградский фронт (Группа войск Волховского направления) | 4-я армия           | -                                | -                                   | -          |
| 01.06.1942 года | Ленинградский фронт (Волховская группа войск)              | 4-я армия           | -                                | -                                   | -          |
| 01.07.1942 года | Волховский фронт                                           | 4-я армия           | -                                | -                                   | -          |
| 01.08.1942 года | Приволжский военный округ                                  | -                   | -                                | -                                   | -          |
| 01.09.1942 года | Приволжский военный округ                                  | -                   | -                                | -                                   | -          |
| 01.10.1942 года | Резерв Ставки ВГК                                          | -                   | 1-й штурмовой авиационный корпус | 292-я штурмовая авиационная дивизия | -          |
| 01.11.1942 года | Ставка ВГК                                                 | -                   | 1-й штурмовой авиационный корпус | 292-я штурмовая авиационная дивизия | -          |
| 01.12.1942 года | Калининский фронт                                          | 3-я воздушная армия | 1-й штурмовой авиационный корпус | 292-я штурмовая авиационная дивизия | -          |
| 01.01.1943 года | Калининский фронт                                          | 3-я воздушная армия | 1-й штурмовой авиационный корпус | 292-я штурмовая авиационная дивизия | -          |
| 01.02.1943 года | Калининский фронт                                          | 3-я воздушная армия | 1-й штурмовой авиационный корпус | 292-я штурмовая авиационная дивизия | -          |
| 01.03.1943 года | Калининский фронт                                          | 3-я воздушная армия | 1-й штурмовой авиационный корпус | 292-я штурмовая авиационная дивизия | -          |
| 01.04.1943 года | Калининский фронт                                          | 3-я воздушная армия | 1-й штурмовой авиационный корпус | 292-я штурмовая авиационная дивизия | -          |
| 01.05.1943 года | Воронежский фронт                                          | 2-я воздушная армия | 1-й штурмовой авиационный корпус | 292-я штурмовая авиационная дивизия | -          |
| 01.06.1943 года | Воронежский фронт                                          | 2-я воздушная армия | 1-й штурмовой авиационный корпус | 292-я штурмовая авиационная дивизия | -          |
| 01.07.1943 года | Воронежский фронт                                          | 2-я воздушная армия | 1-й штурмовой авиационный корпус | 292-я штурмовая авиационная дивизия | -          |
| 01.08.1943 года | Степной фронт                                              | 5-я воздушная армия | 1-й штурмовой авиационный корпус | 292-я штурмовая авиационная дивизия | -          |
| 01.09.1943 года | Степной фронт                                              | 5-я воздушная армия | 1-й штурмовой авиационный корпус | 292-я штурмовая авиационная дивизия | -          |
| 01.10.1943 года | Степной фронт                                              | 5-я воздушная армия | 1-й штурмовой авиационный корпус | 292-я штурмовая авиационная дивизия | -          |
| 01.11.1943 года | 2-й Украинский фронт                                       | 5-я воздушная армия | 1-й штурмовой авиационный корпус | 292-я штурмовая авиационная дивизия | -          |
| 01.12.1943 года | 2-й Украинский фронт                                       | 5-я воздушная армия | 1-й штурмовой авиационный корпус | 292-я штурмовая авиационная дивизия | -          |
| 01.01.1944 года | 2-й Украинский фронт                                       | 5-я воздушная армия | 1-й штурмовой авиационный корпус | 292-я штурмовая авиационная дивизия | -          |
| 01.02.1944 года | 2-й Украинский фронт                                       | 5-я воздушная армия | 1-й штурмовой авиационный корпус | 292-я штурмовая авиационная дивизия | -          |

## Командиры
- Шутеев Георгий Петрович, майор
- Рымшин Дмитрий Кузьмич , майор, подполковник

## Отличившиеся воины полка
|  | Ф. И.О                         | Должность                        | Звание            | Дата награждения | Примечания                                                    |
|  | ------------------------------ | -------------------------------- | ----------------- | ---------------- | ------------------------------------------------------------- |
|  | Андрианов, Василий Иванович    | командир звена                   | младший лейтенант | 01.07.1944       | Впервые награждён, второй раз в составе 141-го гв.шап         |
|  | Антипин, Иван Алексеевич       | лётчик                           | лейтенант         | 01.07.1944       |                                                               |
|  | Бутко, Александр Сергеевич     | командир эскадрильи              | старший лейтенант | 04.02.1944       |                                                               |
|  | Бородкин, Степан Романович     | заместитель командира эскадрильи | капитан           | 20.04.1942       | 15.01.1943 года совершил огненный таран вблизи родной деревни |
|  | Газизуллин, Ибрагим Галимович  | заместитель командира эскадрильи | старший лейтенант | 01.07.1944       | 30.05.1944 погиб                                              |
|  | Гулькин, Иван Тихонович        | старший лётчик                   | младший лейтенант | 04.02.1944       | 04.03.1945 не вернулся с боевого задания                      |
|  | Красота, Георгий Тимофеевич    | командир эскадрильи              | старший лейтенант | 04.02.1944       |                                                               |
|  | Лопатин, Борис Васильевич      | командир эскадрильи              | капитан           | 01.07.1944       | 02.05.1944 погиб                                              |
|  | Минин, Яков Киреевич           | старший лётчик                   | младший лейтенант | 04.02.1944       |                                                               |
|  | Михайличенко, Иван Харлампович | старший лётчик                   | лейтенант         | 01.07.1944       | Впервые награждён, второй раз в составе 141-го гв.шап         |
|  | Столяров, Николай Георгиевич   | командир звена                   | лейтенант         | 01.07.1944       | Впервые награждён, второй раз в составе 141-го гв.шап         |